# Walckenaeria blanda
Walckenaeria blanda är en spindelart som beskrevs av Alfred Frank Millidge 1983. Walckenaeria blanda ingår i släktet Walckenaeria och familjen täckvävarspindlar. Inga underarter finns listade i Catalogue of Life.